# Źródło w Prądniku Korzkiewskim

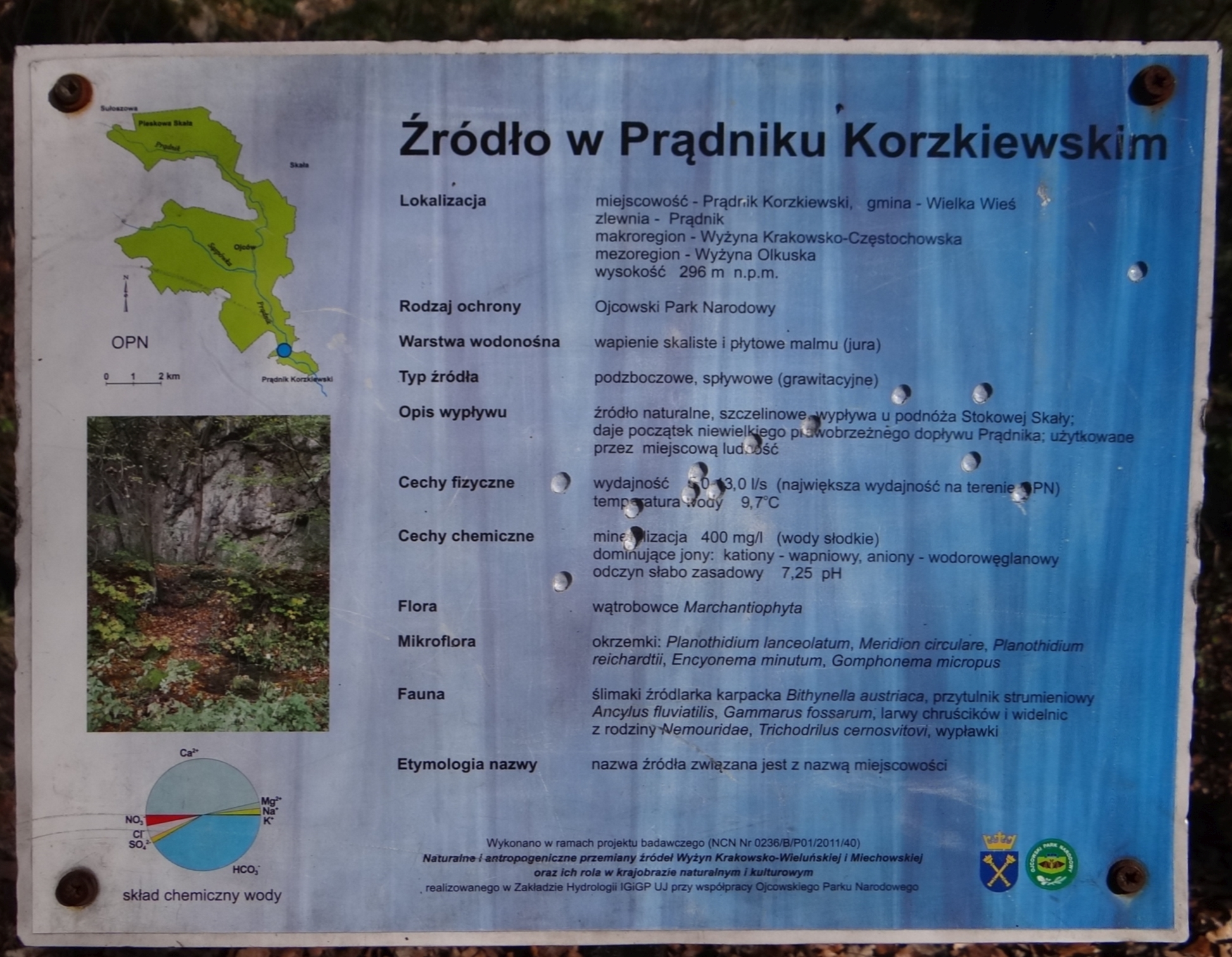

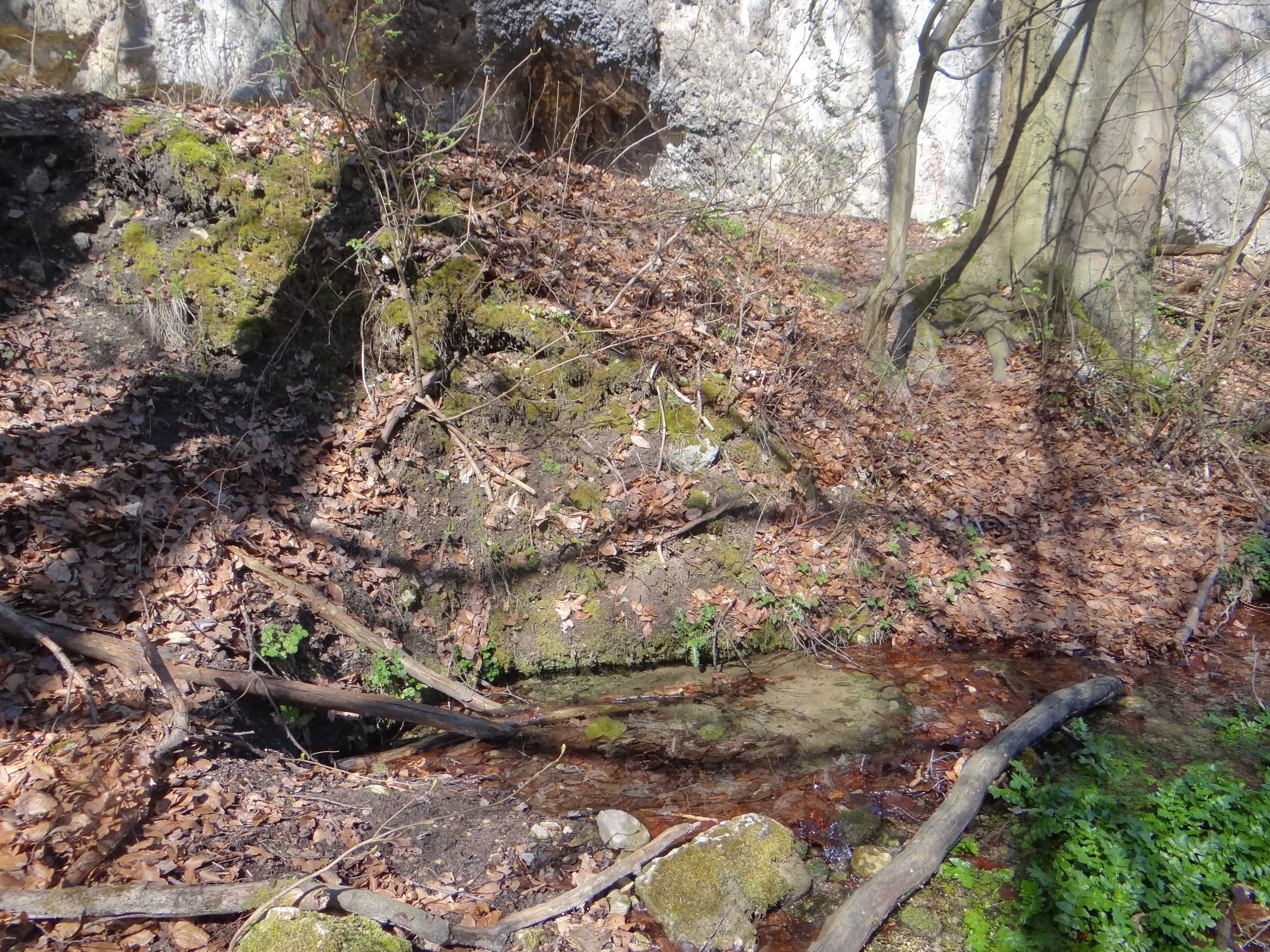

Źródło w Prądniku Korzkiewskim – źródło w Dolinie Prądnika w Ojcowskim Parku Narodowym, w miejscowości Prądnik Korzkiewski. Znajduje się poniżej skarpy drogi, naprzeciwko skały Stokowej, tuż poniżej wylotu wąwozu Stodoliska. 
Jest to źródło krasowe o charakterze wywierzyska, najbardziej wydajne na obszarze Ojcowskiego Parku Narodowego. Znajduje się na wysokości 296 m n.p.m. Ma wydajność 9-13 l/s, temperatura wody wynosi 9,7 °C, mineralizacja 400 mg/l. Odczyn słabo zasadowy (pH 7,25). W źródle rosną wątrobowce, występują okrzemki, wypławki, ślimaki źródlarka karpacka (Bithyniella austriaca), przytulnik strumieniowy (Ancylus fluviatilis) i Gammarus fossarum, larwy chruścików i widelnic z rodziny Nemouridae, Trichodrilus cernosvitovi.
Jest to źródło naturalne, nieobudowane. Zamontowano przy nim tablicę informacyjną. 
Obok źródła prowadzi wąska droga asfaltowa, a nią Szlak Orlich Gniazd i szlak rowerowy.